# Protocol d'accés a la subxarxa
El Protocol d'accés a la subxarxa (SNAP) és un mecanisme per a la multiplexació, en xarxes que utilitzen IEEE 802.2 LLC, més protocols dels que es poden distingir pels camps del punt d'accés al servei (SAP) 802.2 de vuit bits. SNAP admet la identificació de protocols per valors de camp EtherType; també admet espais d'identificació de protocol privat de proveïdors. S'utilitza amb IEEE 802.3, IEEE 802.4, IEEE 802.5, IEEE 802.11 i altres capes de xarxa físiques IEEE 802, així com amb capes de xarxa físiques no IEEE 802 com ara FDDI que utilitzen 802.2 LLC.
Els camps SNAP i LSAP s'afegeixen als paquets al node de transmissió per tal de permetre que el node receptor passi cada trama rebuda a un controlador de dispositiu adequat que entén el protocol donat.

## Rerefons
El model OSI utilitza un punt d'accés al servei (SAP) per definir la comunicació entre capes (com ara la xarxa, el transport, la sessió i les altres capes del model de set capes), és a dir, per identificar quin protocol hauria de processar un missatge entrant. Dins d'una capa determinada, els programes poden intercanviar dades mitjançant un mecanisme de protocol acordat de mutu acord. Un parell de programes que no admeten un protocol comú no es poden comunicar entre ells. Així, perquè diversos protocols coexisteixin dins d'una capa, cal determinar quin protocol s'invoca per processar una unitat de dades de servei lliurada per la capa inferior.
La referència més comuna a SAP, incloent un punt d'accés al servei d'origen (SSAP) i un punt d'accés al servei de destinació (DSAP) fa referència al límit entre la capa d'enllaç de dades i la capa de xarxa. És habitual pensar en SAP només pel que fa al seu ús a la capa 2, concretament a la seva subcapa de Control d'enllaç lògic (LLC) tal com es defineix als estàndards IEEE 802.2. El punt d'accés al servei d'enllaç (LSAP) inclou tant el punt d'accés al servei de destinació (DSAP) com el punt d'accés al servei d'origen (SSAP). Permet que una estació MAC es comuniqui amb les capes superiors mitjançant diferents protocols.
Als protocols estàndard de la capa de xarxa s'han assignat adreces LLC reservades, tal com es registra a ISO/IEC TR 11802-1. La meitat de l'espai d'adreces LLC està reservada per a aquesta assignació. Altres protocols s'acomoden de dues maneres. Una manera és mitjançant l'assignació local de LSAP, per a la qual l'altra meitat de l'espai d'adreces LLC està disponible. La segona manera és utilitzar un valor d'adreça LLC reservat particular que s'ha assignat per utilitzar-lo conjuntament amb el Protocol d'accés a la subxarxa (SNAP) s'anomena adreça SNAP. L'adreça SNAP identifica, a cada MAC SAP, un únic LSAP. Així, cada protocol que utilitza SNAP ha d'emprar un identificador de protocol. Així, el Protocol d'accés a la subxarxa (SNAP) és un mecanisme per a la multiplexació, a les xarxes que utilitzen IEEE 802.2 LLC, més protocols dels que es poden distingir pels camps de 8 bits 802.2 Service Access Point (SAP). SNAP admet la identificació de protocols per valors de camp de tipus Ethernet; també admet espais d'identificació de protocol privat de proveïdors. S'utilitza amb IEEE 802.3, IEEE 802.4, IEEE 802.5, IEEE 802.11 i altres capes de xarxa físiques IEEE 802, així com amb capes de xarxa físiques no IEEE 802 com ara FDDI que utilitzen 802.2 LLC.

## Ús
El SNAP és una extensió de la 802.2 LLC especificada al document IEEE 802 Overview and Architecture. La capçalera SNAP de 5 octets segueix la capçalera 802.2 LLC si el SAP de destinació (DSAP) i el SAP d'origen (SSAP) contenen valors hexadecimals d'AA o AB:
| Capçalera 802.2 LLC | Capçalera 802.2 LLC | Capçalera 802.2 LLC | Extensió SNAP | Extensió SNAP   |
| DSAP                | SSAP                | Control             | OUI           | ID del protocol |
| ------------------- | ------------------- | ------------------- | ------------- | --------------- |
| 1 octet             | 1 octet             | 1 o 2 octets        | 3 octets      | 2 octets        |

La capçalera SNAP consta d'un identificador únic organitzatiu (OUI) IEEE de 3 octets seguit d'un ID de protocol de 2 octets. Si l'OUI és zero, l'ID de protocol és el valor EtherType registrat per al protocol que s'executa a la part superior de SNAP. Si l'OUI és una OUI per a una organització concreta, l'ID de protocol és un valor assignat per aquesta organització al protocol que s'executa a la part superior de SNAP.
SNAP s'utilitza normalment amb unitats de dades de protocol 802.2 (PDU) d'informació sense numerar, amb un valor de camp de control de 3, i els valors LSAP solen ser hexadecimals AA, de manera que la capçalera 802.2 LLC per a un paquet SNAP sol ser AA AA 03; tanmateix, SNAP també es pot utilitzar amb altres tipus de PDU.
A Ethernet, els 8 octets ocupats per les capçaleres LLC i SNAP redueixen la mida de la càrrega útil disponible per a protocols com el Protocol d'Internet a 1492 bytes, en comparació amb l'ús de l'enquadrament Ethernet II; per tant, per als protocols que tenen valors EtherType, els paquets normalment es transmeten amb capçaleres Ethernet II en lloc de capçaleres LLC i SNAP. En altres tipus de xarxa, les capçaleres LLC i SNAP són necessàries per multiplexar diferents protocols a la capa d'enllaç, ja que la capa MAC no té un camp EtherType, de manera que no hi ha cap enquadrament alternatiu que tingués una càrrega útil disponible més gran.
Es podria preguntar: "per què és necessària una capçalera de subxarxa separada?". La resposta és que va ser per augmentar una decisió presa durant el disseny de la capçalera LLC. En el moment en què s'estava dissenyant la capçalera LLC, es pensava que un únic octet (256 valors possibles) a la capçalera seria suficient per especificar tots els valors de protocol que els venedors voldrien registrar. A mesura que es van començar a reservar els valors, es va descobrir que la capçalera LLC aviat es quedaria sense valors oberts. Es van reservar els valors hexadecimals AA i AB i es va desenvolupar una capçalera addicional, la capçalera SNAP; pot suportar tots els valors EtherType i diversos espais de valors de protocol privat.
Segons IETF RFC 1042, els datagrames IP i els datagrames ARP es transmeten a través de xarxes IEEE 802 mitjançant capçaleres LLC i SNAP, excepte a Ethernet/IEEE 802.3, on es transmeten amb capçaleres Ethernet II, segons RFC 894.